# Полівці (Рівненський район)
Полівці́ — село в Україні, у Гощанській селищній громаді Рівненського району Рівненської області. Населення становить 272 осіб.

## Населення

### Мова
Розподіл населення за рідною мовою за даними перепису 2001 року:
| Мова       | Кількість | Відсоток |
| ---------- | --------- | -------- |
| українська | 270       | 99.27%   |
| російська  | 2         | 0.73%    |
| Усього     | 272       | 100%     |

## Географія
Село розташоване на правому березі річки Горині.

## Історія
12 червня 2020 року, відповідно до розпорядження Кабінету Міністрів України № 722-р від «Про визначення адміністративних центрів та затвердження територій територіальних громад Рівненської області», увійшло до складу Гощанської селищної громади.
19 липня 2020 року, в результаті адміністративно-територіальної реформи та ліквідації Гощанського району, село увійшло до складу новоутвореного Рівненського району.